# جورج وادزورث (دبلوماسي)
جورج وادزورث الثاني (بالإنجليزية: George Wadsworth) (3 أبريل 1893 – 5 مارس 1958) كان دبلوماسيًا للولايات المتحدة، متخصصًا في الشرق الأوسط.

## حياته
وُلد وادزورث في بوفالو ، نيويورك وحصل على شهادة في الهندسة الكيميائية من كلية يونيون في شينيكتادي ، نيويورك. أصبح مهتمًا بالتدريس في الخارج وانتقل إلى بيروت، لبنان وانضم إلى موظفي الجامعة الأمريكية في بيروت كأستاذ (خدم هناك من 1914 إلى 1917). لزيادة دخله، شغل وظيفة بدوام جزئي يعمل ككاتب في قنصلية الولايات المتحدة في بيروت.
في مايو 1921، تزوج من دوروثي مارنارد لاسيل. توفيت في 20 نوفمبر 1928؛  وتزوج مرة أخرى في 1 مايو 1936، من نورما ماك، ابنة نورمان ماك، وهارييت تاغارت ماك.
كان لديه طفلان مع زوجته الأولى: جورج وادزورث لاسيل وكارولين هاريس (ني وادزورث).

## مسيرته في الخدمة الخارجية
في عام 1917، التحق بدائرة الخدمة الخارجية بدوام كامل وخدم في مناصب في السفارات في الشرق الأوسط وأوروبا الشرقية.
من عام 1936 إلى 1940، خدم وادسوورث القنصل العام في القدس. في عام 1941، كان وادزورث يخدم في سفارة الولايات المتحدة في روما بإيطاليا تحت قيادة السفير ويليام فيليبس الذي كُلف بإقناع بنيتو موسوليني بعدم الدخول في الحرب العالمية الثانية إلى جانب دول المحور. لسوء الحظ، فشلت جهوده وهرب من إيطاليا قبل خمسة أيام من إعلان الحرب. خلال تلك الأيام الخمسة، خدم وادزورث القائم بالأعمال المؤقت هناك. عندما أعلنت إيطاليا الحرب في 11 ديسمبر 1941، تم إبلاغ وادزورث شخصيًا من قبل وزير الخارجية الإيطالي جاليزو سيانو. ثم عمل مع السلطات الإيطالية لتأمين المرور الآمن لموظفي السفارة في المنزل، وكان أحد الموظفين الثلاثة الذين غادروا البلاد في مايو 1942. عاد إلى نيويورك على متن سفينة أوشن في يونيو. كان هذا واجبه الأول في وادزورث كرئيس للبعثة.
عند عودته إلى الولايات المتحدة، تم تكليف وادزورث على الفور ليكون القنصل العام وأول سفير في سوريا ولبنان، وهي خطوة سياسية عززت تلك البلدان ضد مطالبات فيشي فرنسا. بعد الحرب، أصبح أول سفير لأمريكا في العراق، وكان يخدم في السابق من قبل وزير مفوض أقل رتبة. وكان في وقت لاحق في حياته المهنية سفيرًا في تركيا وتشيكوسلوفاكيا  ثم المملكة العربية السعودية واليمن.
ابتداءً من الفترة التي قضاها في تركيا بدأ وادسورث ممارسة من شأنها أن تكون واحدة من السمات المميزة لحياته الدبلوماسية. لقد جمع المال لإنشاء ملعب للجولف في أنقرة، والذي أصبح «مركزًا اجتماعيًا» للدوائر الدبلوماسية. طوال الفترة المتبقية من حياته المهنية، جمع الأموال لإنشاء تسعة ملاعب غولف أخرى في الشرق الأوسط  مع إحدى الصحف التي وصفته بأنه «جوني أبلسيد لملاعب الغولف».
توفي بسبب مرض السرطان بعمر 64 في عام 1958.